# Météorite de Wurtzbourg
En 1103 ou 1104, une météorite serait tombée sur le clocher de l'abbaye des Écossais de Wurtzbourg. Cependant, il y a beaucoup d'incohérences dans cette histoire, donc l'authenticité est assez peu plausible, puisque le monastère est construit 30 ans plus tard.

## Rapport
En 1878, le géologue Carl Wilhelm von Gümbel indique que la pierre a disparu. Dans son enquête, il rencontre Fridolin Sandberger qui lui donne l'enquête la plus approfondie, celle de Friedrich Schnurrer. Selon ce dernier, en 1103 ou 1104, une grande météorite qui tombait fut signalée par quatre hommes de la garde qui rapportèrent la même chose. Schnurrer fait référence à plusieurs chroniques ainsi qu'à l'abbé Johannes Trithemius qui l'interpréta comme un signe divin.

## Incohérences
L'histoire de la météorité de Wurtzbourg n'est pas clair et a des contradictions.

### La grêlée de pierres de Wurtzbourg
Le cas des grands "grêlons de pierre" dans le gau de Wurtzbourg (pagus Wirciburgensis) est décrit dans plusieurs chroniques en des termes presque identiques : Ekkehard d'Aura (vers 1120), Annalista Saxo (vers 1150), Burchard von Ursberg (vers 1200). Annales Hirsaugienses de l'abbé Trithemius (1509–1514) situe le fait en 1104 tandis que Johannes Nauclerus, en 1516, le place en 1103.

### L'effondrement du clocher de Wurtzbourg
Au XIIe siècle, le clocher du schottenkloster de Wurtzbourg se serait effondré. Après la christianisation par des Irlandais, on fait appel aux Écossais. Leur monastère est fondé par l'évêque Embricho et le moine Macaire. L'abbaye est fondée entre 1134 et 1139. Peu après, le clocher s'écroule - probablement en 1146, lorsque Makarius revient d'un voyage à Rome selon la légende qui veut que le moine aurait vu l'effondrement de Rome.

### La foudre de Wurtzbourg
Le prêtre et scientifique Gaspar Schott rapporte en 1667 dans le second volume de Physica curiosa qu'on observa du schottenkloster un lapis fulmineus, un éclair. Ernst Chladni appuie la confusion. Il mélange les informations sur la foudre avec les détails de la météorite : durant le mandat de Makarius, la foudre a frappé la tour du schottenkloster. La pierre est suspendue au bout d'une chaîne dans l'église abbatiale puis est placée dans la collection d'histoire naturelle de l'université. Il a vu la pierre lui-même ; elle a la forme d'une hache de guerre "d'une pierre grise très dure, qui ne ressemble pas à de la météorite".

## Source, notes et références
- (de) Cet article est partiellement ou en totalité issu de l’article de Wikipédia en allemand intitulé « Meteoritenfall Würzburg (1103) » (voir la liste des auteurs).

1. ↑  Carl Wilhelm Gümbel: Ueber die in Bayern gefundenen Steinmeteoriten. In: Sitzungsberichte der Mathematisch-Physikalischen Classe der K. B. Akademie der Wissenschaften zu München, München 1878, S. 14–72, hier S. 16